# 天沢寺

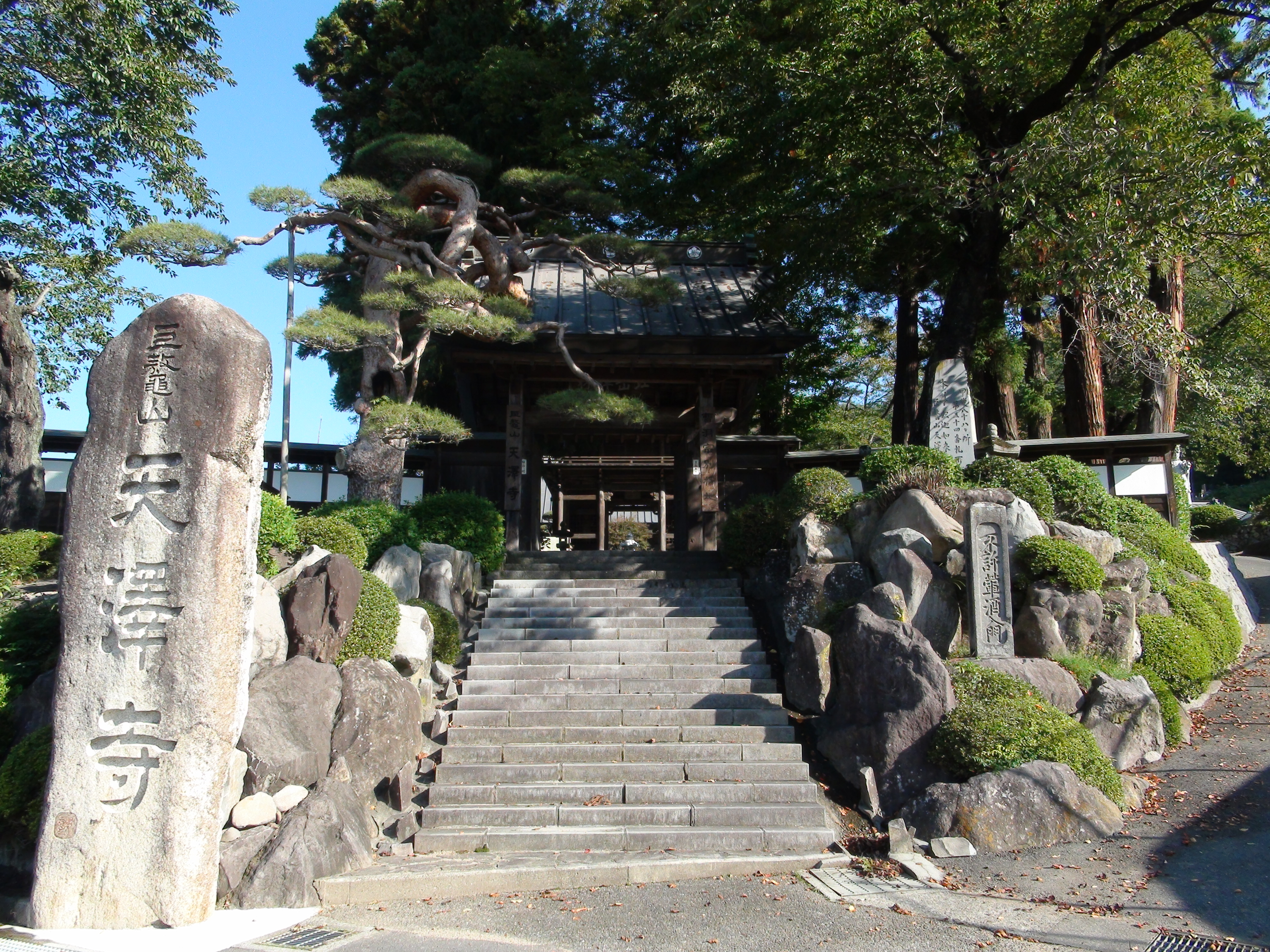
天沢寺入口（2013年10月28日撮影）

天沢寺（てんたくじ）は、山梨県甲斐市亀沢に所在する寺院。曹洞宗寺院で山号は巨鼇山（きょこうさん）、本尊は釈迦如来。天澤寺とも表記する。

## 概要
所在する甲斐市亀沢は甲府盆地北縁の山裾に位置する。荒川支流の亀沢川左岸に立地する。一帯は中世の龜澤鄕、近世の巨摩郡龜澤村、中巨摩郡睦澤村大字龜澤に含まれる。
『甲斐国志』『甲斐国社記・寺記』に拠れば、室町時代の文明4年（1472年）に鷹岳宗俊が草庵を結び、文明7年（1475年）に武田家臣・譜代家老衆で亀沢領主の飯富虎昌が宗俊を招き、天沢寺と号したという。鷹岳宗俊は郡内地方で都留市金井の用津院を創建している。勝頼期には譜代家老・山県昌満が再興したという。
武田氏の滅亡後は、天正11年（1583年）に甲斐を領有した徳川氏により寺領が安堵される。寺蔵文書として慶長8年（1603年）の平岩親吉禁制写、正保4年（1647年）平岩良辰禁制写が伝存している。
境内の六地蔵幢は高さ234センチメートルで、山梨県指定文化財。応永33年（1426年）4月12日の年記を持つ。